# Будинок відпочинку «Борове»
Будинок відпочинку «Борове» (рос. Дом Отдыха «Боровое») — селище у Лузькому районі Ленінградської області Російської Федерації.
Населення становить 50 осіб. Належить до муніципального утворення Дзержинське сільське поселення.

## Історія
Згідно із законом від 28 вересня 2004 року № 65-оз належить до муніципального утворення Дзержинське сільське поселення.

## Населення
| 1997 | 2007 | 2010 |
| ---- | ---- | ---- |
| 78   | ↘65  | ↘50  |